# Oberpiebing
Oberpiebing ist ein Ortsteil der Gemeinde Salching im niederbayerischen Landkreis Straubing-Bogen. Bis 1978 bildete es eine selbstständige Gemeinde. Oberpiebing liegt etwa eineinhalb Kilometer südöstlich von Salching an der Straße nach Oberschneiding.

## Geschichte
Die ältesten geschichtlichen Zeugen in Oberpiebing sind Tonscherben, von denen die ältesten ca. 4000 Jahre v. Chr. entstanden sein dürften. Neben großen und plumpen Scherben finden sich auch feine, die nach ihrer typischen Verzierung als donauländische Schnur- und Bandkeramik bezeichnet werden und wesentlich jünger sind.  Hergestellt wurden sie von einem vorkeltischen Volksstamm. Dieser muss hier gesiedelt haben, denn es finden sich viele Feuerstellen. Es könnte sich dabei aber auch um Reste von Feuerbestattungen handeln.
Aus der frühbayerischen Zeit des 6. Jahrhunderts stammen Reihengräber, die im 20. Jahrhundert beim Bau des Gierl-Stadels in der Nähe des Oberpiebinger Friedhofes entdeckt wurden. Die Grabbeigaben waren spärlich, ein Zeichen, dass die Bewohner hier damals schon Christen waren. Weitere solche Gräber dürften sich südlich des Stadels im heutigen Schöfergarten befinden.
Seit etwa 1285 kann von einer Pfarrei Oberpiebing gesprochen werden. Mit Sicherheit gab es jedoch schon vorher eine Kirche in Oberpiebing. 1464 wurden Peter und Christoph die Rainer von Rain vom Herzog mit dem Pfarrhof in Piebing und der dortigen Vogtei belehnt. Das 1558 und 1599 als Hofmark bezeichnete Oberpiebing blieb im Besitz der Rainer von Rain. 1599 gehörte die Hofmark Oberpiebing zum Unteramt Salching des Landgerichtes Straubing. 1618 wird Oberpiebing als „Dorf“ erwähnt.
1811 wurde die Gemeinde Biebing, 1821 die Patrimonialgemeinde Oberpiebing gebildet. Mit Kirchmatting gehörte sie zum Patrimonialgericht Rain. Auch eine Schule befand sich zu dieser Zeit in Oberpiebing. Am 1. August 1920 ging die Gemeinde Riedling in der Gemeinde Oberpiebing auf. Damit kamen zu den bisherigen Gemeindeteilen Oberpiebing, Kirchmatting und Maierhof noch Aufham, Außerhienthal, Matting, Niederpiebing, Pfaffenpoint und Riedling.
Die Gemeinde Oberpiebing im Landkreis Straubing-Bogen wurde am 1. Mai 1978 im Zuge der Gebietsreform in Bayern aufgelöst. Die Ortsteile Oberpiebing, Aufham, Außerhienthal (nur bis 31. Dezember 1978 bei der Gemeinde Leiblfing), Kirchmatting, Maierhof, Matting, Niederpiebing und Pfaffenpoint kamen zur Gemeinde Salching. Nur Riedling kam zur Gemeinde Oberschneiding.
1987 hatte das Pfarrdorf Oberpiebing 457 Einwohner.

## Baudenkmäler
Siehe auch: Liste der Baudenkmäler in Oberpiebing
- Pfarrkirche St. Nikolaus. Sie stammt aus dem 19. Jahrhundert und ist im neugotischen Stil gestaltet.

## Bildung und Erziehung
- Kindertagesstätte St. Nikolaus

## Vereine
- Freiwillige Feuerwehr Oberpiebing. Sie wurde 1868 gegründet. Das 1974 erbaute Feuerwehrhaus wurde 2009 durch einen Neubau ersetzt.
- Hubertusschützen Oberpiebing
- KLJB Oberpiebing
- Katholischer Frauenbund Oberpiebing
- Krieger- und Soldatenkameradschaft Oberpiebing
- Landfrauen Oberpiebing und Salching
- Pony- und Pferdefreunde Oberpiebing e. V.
- Reit- und Fahrverein Straubing-Oberpiebing e. V. Er wurde 1950 gegründet.